# Lei de Stokes
A lei de Stokes refere-se à força de fricção experimentada por objectos esféricos que se movem no seio de um fluido viscoso, num regime laminar de números de Reynolds de valores baixos. Foi derivada em 1851 por George Gabriel Stokes depois de resolver um caso particular das equações de Navier-Stokes. De maneira geral, a lei de Stokes é válida para o movimento de partículas esféricas pequenas, movendo-se a velocidades baixas.
A lei de Stokes pode ser escrita da seguinte forma:
{\displaystyle {\vec {F}}=-6\pi r\eta {\vec {v}}\,}
onde:
{\displaystyle {\vec {F}}} é a força de fricção,
{\displaystyle r} é o raio de Stokes da partícula,
{\displaystyle \eta } é a viscosidade do fluido, e
{\displaystyle {\vec {v}}} é a velocidade da partícula.
A condição de baixos números de Reynolds implica um fluxo laminar, o qual pode traduzir-se por uma velocidade relativa entre a esfera e o meio, inferior a um certo valor crítico. Nestas condições, a resistência que oferece o meio é devida quase exclusivamente às forças de atrito que se opõem ao deslizamento de camadas de fluido sobre outras a partir da camada limite aderente ao corpo. A lei de Stokes foi comprovada experimentalmente numa multitude de fluidos e de condições.
Se as partículas estão a cair verticalmente, num fluido viscoso, devido ao seu próprio peso, pode-se calcular a sua velocidade de sedimentação, igualando a força de fricção com a força de gravidade.
{\displaystyle V_{s}={\frac {2}{9}}{\frac {r^{2}g(\rho _{p}-\rho _{f})}{\eta }}}
onde:
Vs é a velocidade de sedimentação das partículas (velocidade limite)
g é a aceleração da gravidade,
ρp é a densidade das partículas e
ρf é a densidade do fluido.
Se as gotas de chuva provenientes de nuvens situadas a alguns quilômetros de altura não enfrentassem a resistência do ar, elas seriam bastante danosas ao atingir qualquer corpo na superfície terrestre. Porém isto não acontece porque elas alcançam uma velocidade terminal pequena. Para gotas de 1 mm de diâmetro, esta velocidade é de aproximadamente 4,3 m/s, e para gotas de 2 mm, v=5,8 m/s.